# Pilões (Paraíba)
Pilões è un comune del Brasile nello Stato del Paraíba, parte della mesoregione dell'Agreste Paraibano e della microregione del Brejo Paraibano.